# Malacanthidae

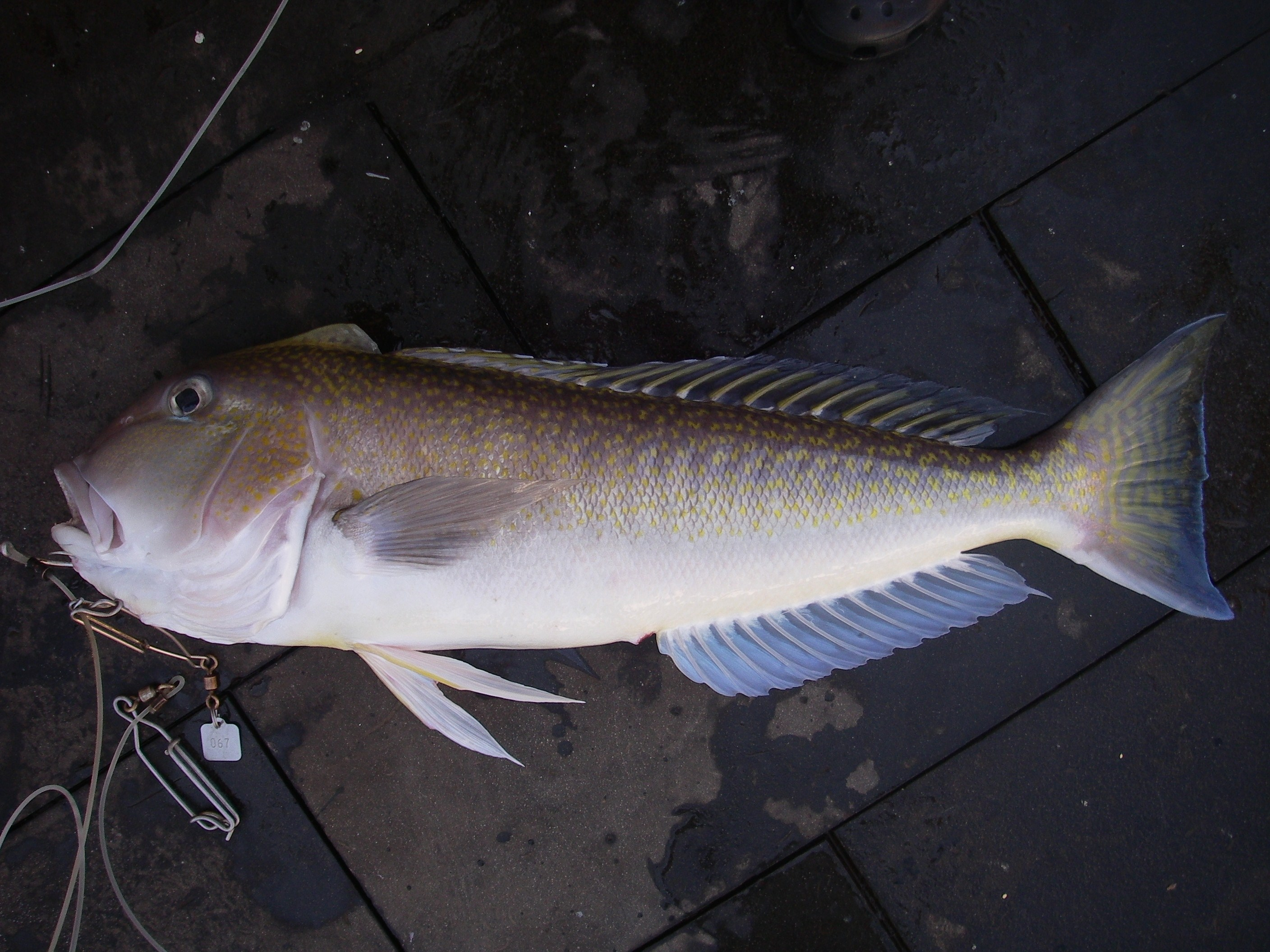
Lopholatilus chamaeleonticeps

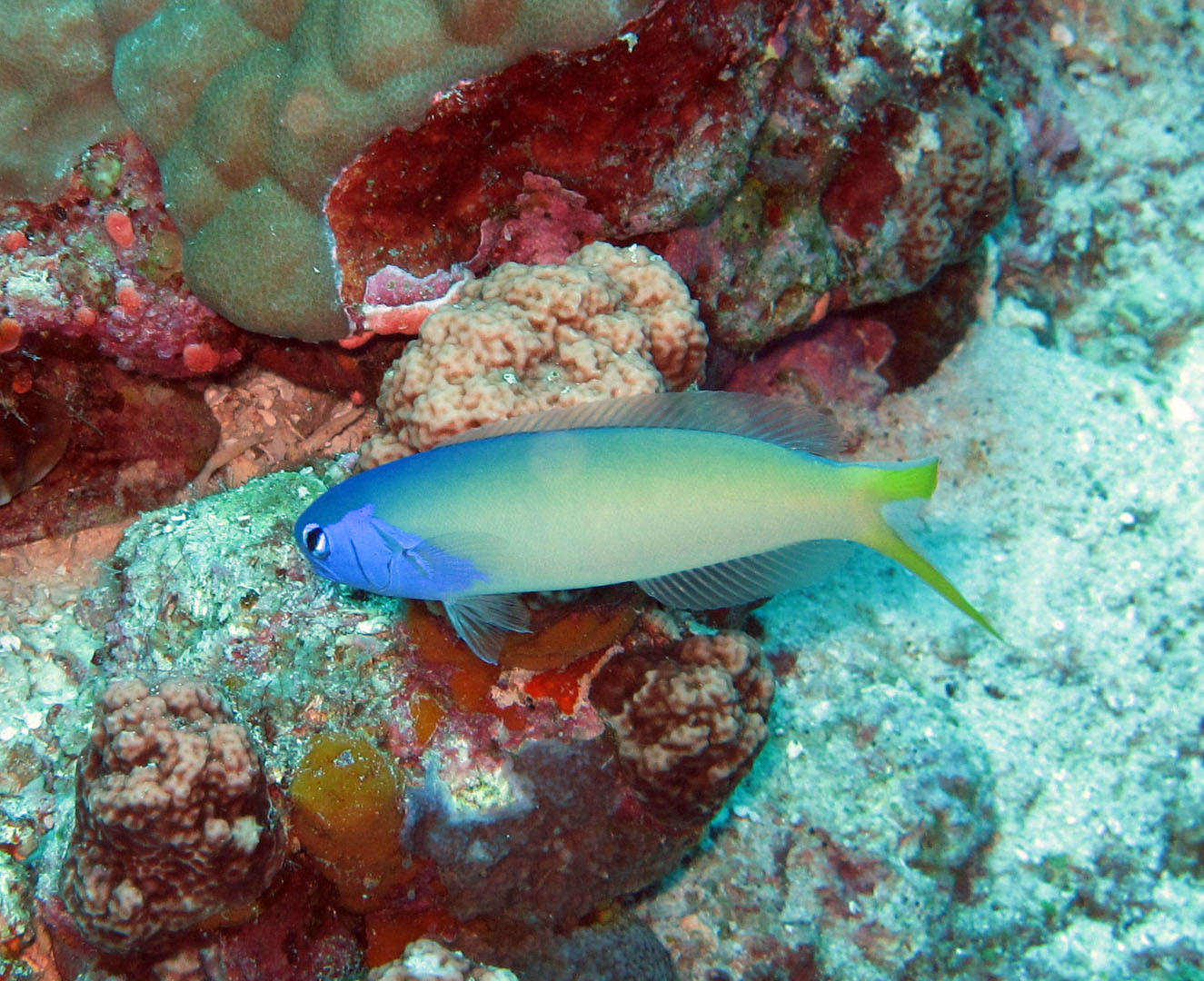
Hoplolatilus starcki

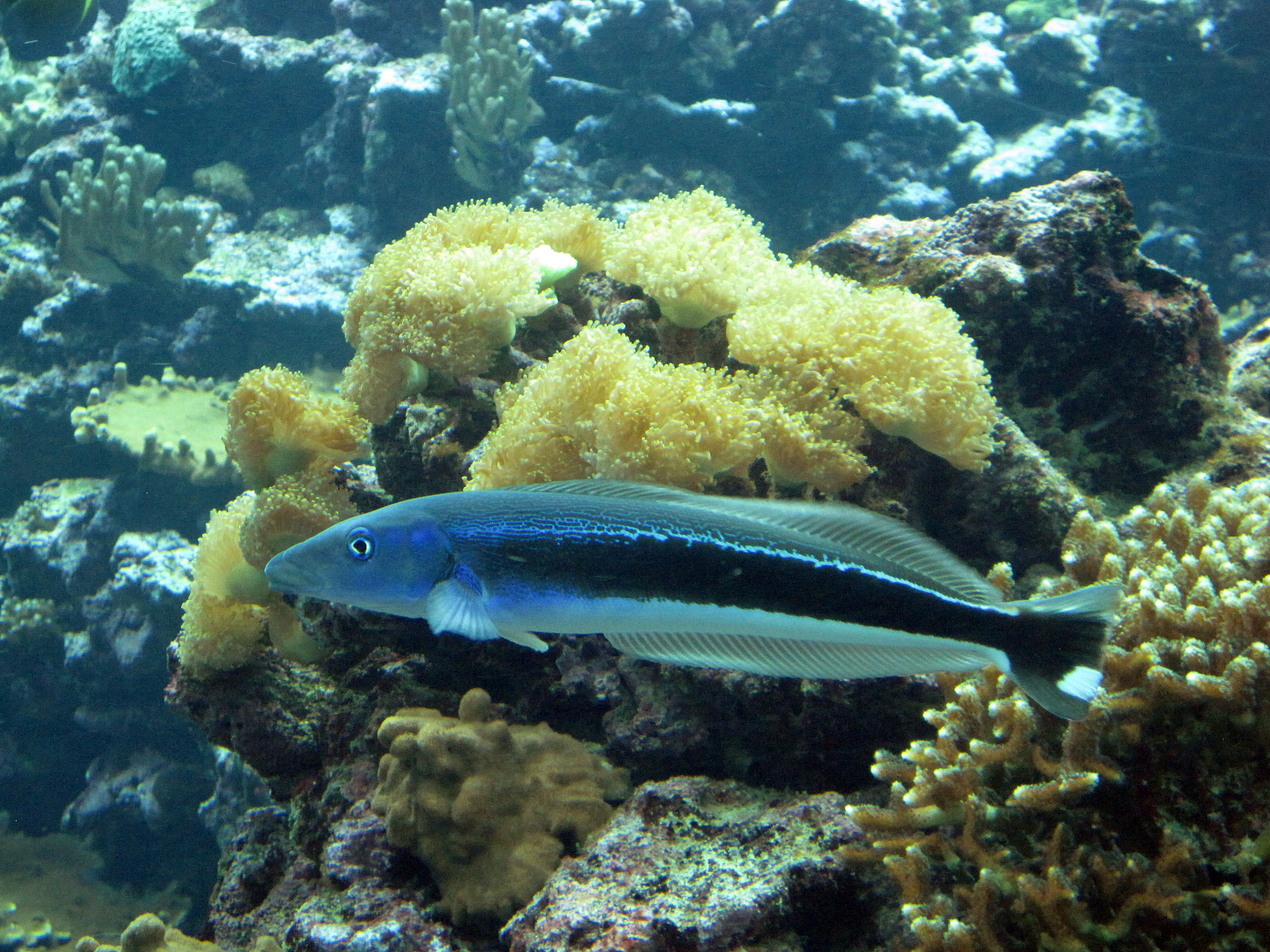
Malacanthus latovittatus

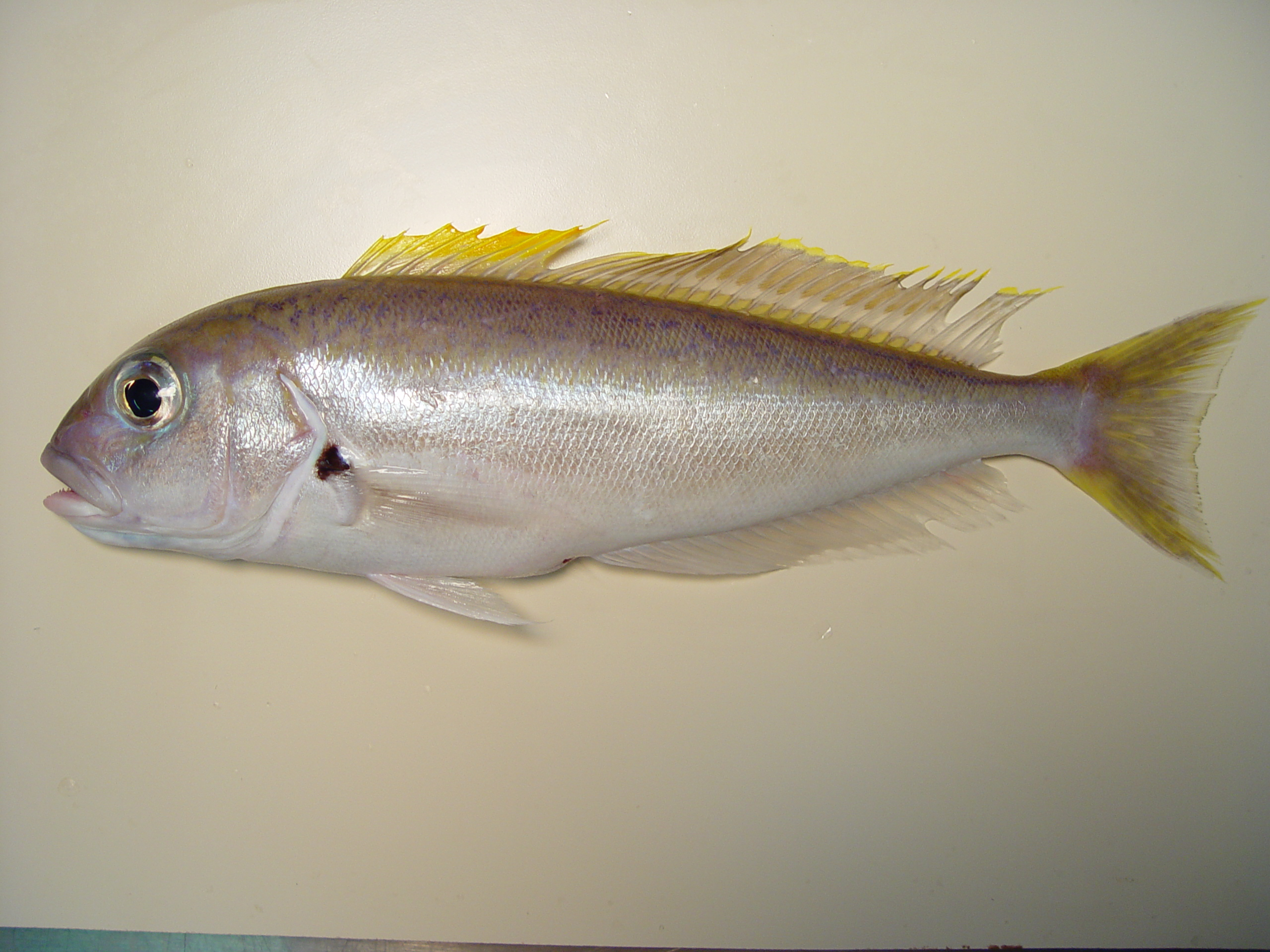
Caulolatilus cyanops

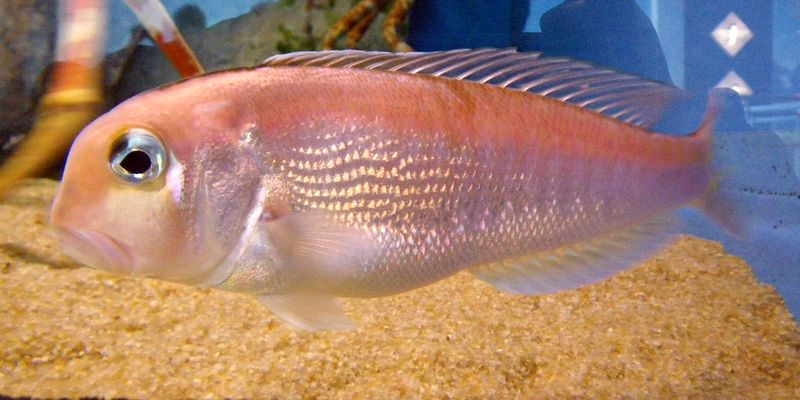
Branchiostegus japonicus

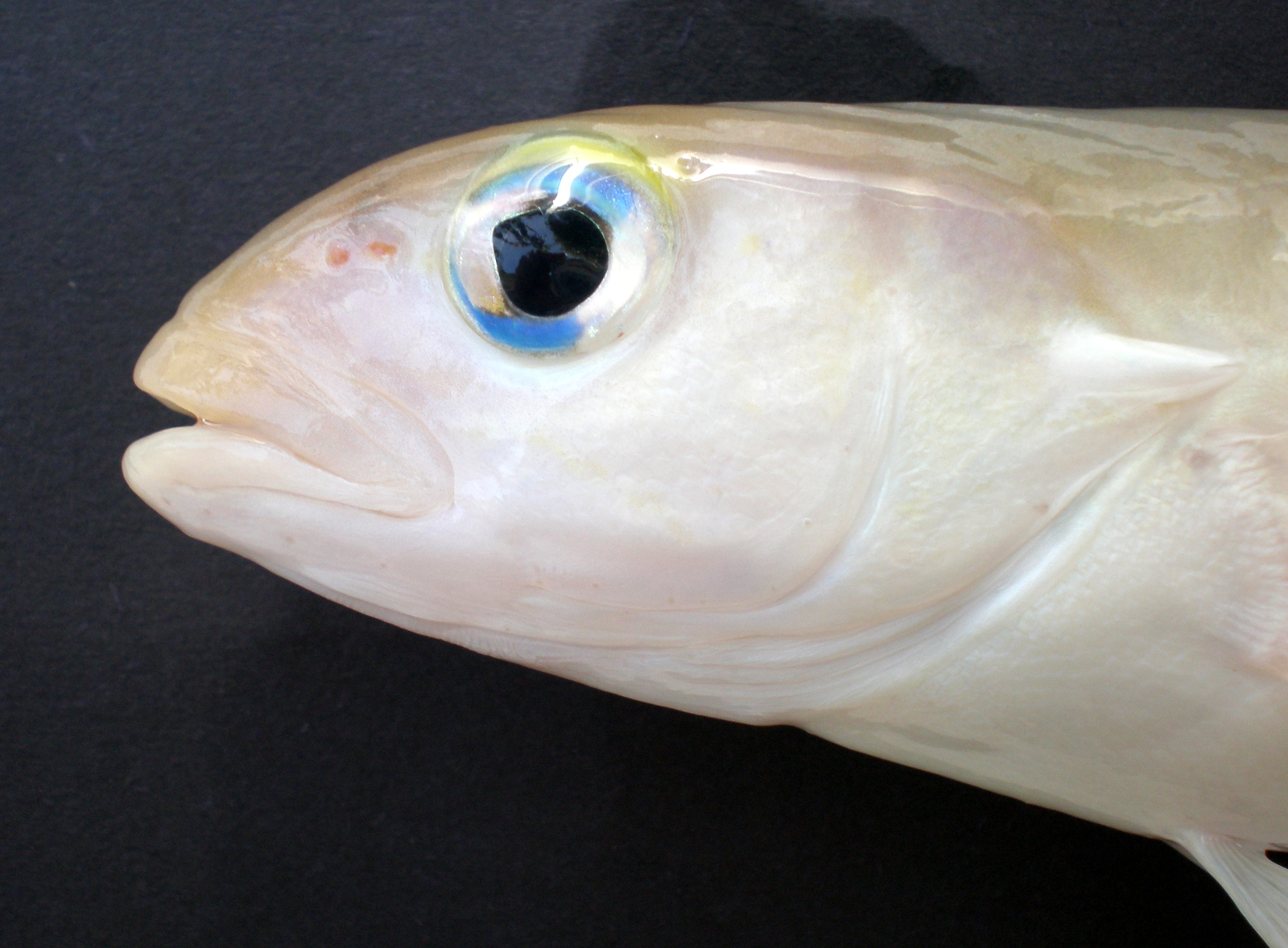
Malacanthus brevirostris

I Malacanthidae sono una famiglia di pesci ossei d'acqua marina e (una sola specie) di acqua salmastra dell'ordine Perciformes.

## Distribuzione e habitat
L'areale della famiglia comprende gli oceani Atlantico, Pacifico e Indiano soprattutto nelle zone tropicali. Una sola specie (Malacanthus latovittatus) penetra nell'estuario e in altri ambienti di acqua salmastra del fiume Goldie in Nuova Guinea. Data l'abitudine di infossarsi nel substrato popolano prevalentemente ambienti con fondali di sabbia o ciottoli tra 10 e 500 metri di profondità, anche se si incontrano per lo più tra 50 e 200 metri.

## Descrizione
Questi pesci hanno pinna dorsale lunga con alcuni deboli raggi spinosi nella parte iniziale, anche la pinna anale è piuttosto lunga e porta uno o due raggi spinosi morbidi. La pinna caudale può avere bordo dritto o essere più o meno forcuta. Possono essere presenti delle creste cutanee sulla testa. L'opercolo branchiale ha una spina più o meno appuntita nelle varie specie.
Sono pesci di taglia medio grande: Lopholatilus chamaeleonticeps è la specie più grande con 125 cm di lunghezza massima.

## Biologia
Questi pesci vivono in anfratti o tane scavate nel sedimento, talvolta circondate da un cumulo di detriti.

### Riproduzione
Si crede che i genitori non prestino cure parentali alle uova. Le larve hanno spine dentellate ed elaborate sulle pinne.

### Alimentazione
Si nutrono di invertebrati bentonici e di zooplancton.

## Pesca
Alcune specie sono abbastanza importanti per la pesca commerciale.

## Acquariofilia
Vista la taglia grande necessitano di vasche molto spaziose. Gran parte degli esemplari importati viene catturato con il veleno e ha breve vita.

## Specie
- Genere Branchiostegus
  - Branchiostegus albus
  - Branchiostegus argentatus
  - Branchiostegus auratus
  - Branchiostegus australiensis
  - Branchiostegus doliatus
  - Branchiostegus gloerfelti
  - Branchiostegus hedlandensis
  - Branchiostegus ilocanus
  - Branchiostegus japonicus
  - Branchiostegus paxtoni
  - Branchiostegus saitoi
  - Branchiostegus sawakinensis
  - Branchiostegus semifasciatus
  - Branchiostegus serratus
  - Branchiostegus vittatus
  - Branchiostegus wardi
- Genere Caulolatilus
  - Caulolatilus affinis
  - Caulolatilus bermudensis
  - Caulolatilus chrysops
  - Caulolatilus cyanops
  - Caulolatilus dooleyi
  - Caulolatilus guppyi
  - Caulolatilus hubbsi
  - Caulolatilus intermedius
  - Caulolatilus microps
  - Caulolatilus princeps
  - Caulolatilus williamsi
- Genere Hoplolatilus
  - Hoplolatilus chlupatyi
  - Hoplolatilus cuniculus
  - Hoplolatilus erdmanni
  - Hoplolatilus fourmanoiri
  - Hoplolatilus fronticinctus
  - Hoplolatilus geo
  - Hoplolatilus luteus
  - Hoplolatilus marcosi
  - Hoplolatilus oreni
  - Hoplolatilus pohle
  - Hoplolatilus purpureus
  - Hoplolatilus randalli
  - Hoplolatilus starcki
- Genere Lopholatilus
  - Lopholatilus chamaeleonticeps
  - Lopholatilus villarii
- Genere Malacanthus
  - Malacanthus brevirostris
  - Malacanthus latovittatus
  - Malacanthus plumieri[2].